# Sackpfeife (Schweiz)
Die Sackpfeife war in der Schweiz in 15. und 16. Jahrhundert ein Volksmusik- und Militärinstrument.
In der deutschsprachigen Schweiz wurde sie als sackpfiff, sackpfyf, sagkphiffen oder sackphiffen bezeichnet. In der französischsprachigen Schweiz finden sich die Bezeichnungen cornamusa, cornamuse (pastorale) und musette. In der italienischsprachigen Schweiz (Tessin) sind die Namen zampogna (pastorale), piva, musetto und corna musa bekannt. In der romanischsprachigen Schweiz kannte man einzig das Wort tudelsac.
Die älteste überlieferte Darstellung eines Schweizer Sackpfeifers stammt von 1473. Abbildungen aus dem 16. Jahrhundert zufolge war sie ein Instrument der Bettler. Das letzte Foto eines zampogna spielenden Italieners wurde 1912 aufgenommen.
Ende der 1970er-Jahre begann die Rekonstruktion der Schweizer Sackpfeife und seitdem wird sie vereinzelt wieder gespielt, beispielsweise durch das 1985 gegründete Ensemble Tritonus.